# Ion Theodorescu-Sion

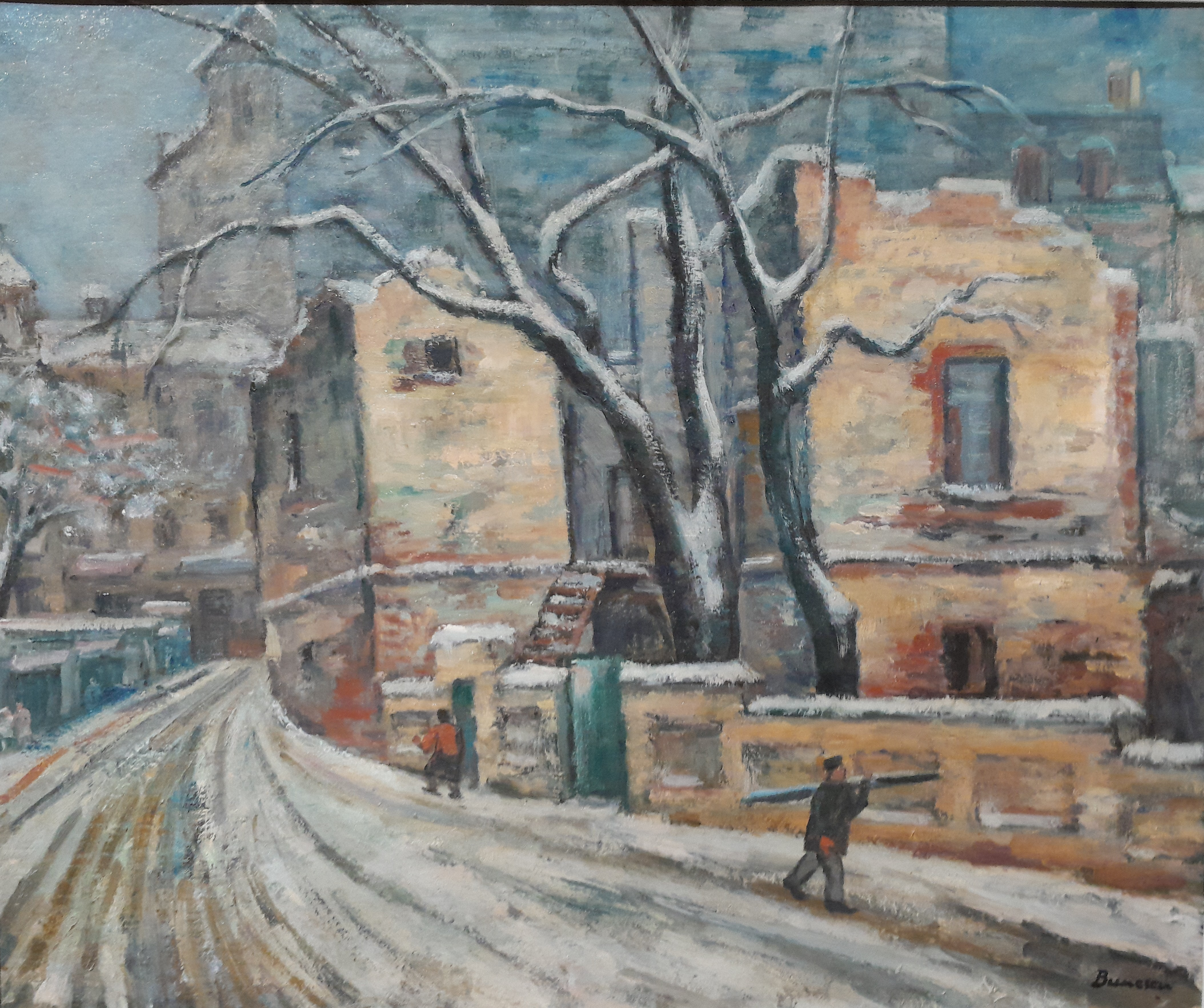
Paysage de Balchik (1927).

Ion Theodorescu-Sion né le 2 janvier 1882 à Ianca (Brăila) et mort le 31 mars 1939  à Bucarest, a été un peintre et caricaturiste roumain.